# Anatoliki Samos
Anatoliki Samos (griechisch Ανατολική Σάμος ‚Ost Samos‘) ist eine Gemeinde auf der griechischen Insel Samos in der Region Nördliche Ägäis. Sie wurde 2019 durch Auftrennung der 2011 geschaffenen Gemeinde Samos aus den beiden Gemeindebezirken Vathy und Pythagorio gebildet. Verwaltungssitz ist die Hafenstadt Samos im Inselosten.

## Verwaltungsgliederung
Die Gemeinde besteht aus zwei Gemeindebezirken und ist weiter in sechs Stadtbezirke sowie 14 Ortsgemeinschaften untergliedert.
| Gemeindebezirke | griechischer Name               | Code   | Fläche (km²) | Einwohner 2001 | Einwohner 2011 | Einwohner 2021 | Stadtbezirke / Ortsgemeinschaften (Δημοτική / Τοπική Κοινότητα)                                           | Lage |
| --------------- | ------------------------------- | ------ | ------------ | -------------- | -------------- | -------------- | --- | ---- |
| Vathy           | Δημοτική Ενότητα Βαθέος (Σάμου) | 560101 | 126,921      | 12.384         | 12.517         | 12.506         | Samos, Agios Konstantinos, Ambelos, Vathy, Vourliotes, Kokkari, Manolates, Paleokastro, Stavrinides       |      |
| Pythagorio      | Δημοτική Ενότητα Πυθαγορείου    | 560104 | 165,635      | 090.03         | 07.996         | 07.517         | Pythagorio, Koumaradei, Mavratzei, Mesogio, Myli, Mytilinii, Pagondas, Pandroso, Pyrgos, Spatharei, Chora |      |
| Gesamt          | Gesamt                          | 5601   | 292.556      | 21.387         | 20.513         | 20.023         | |      |